# Amisha Patel
Amisha Patel, también conocida como Ameesha Patel (Bombay, 9 de junio de 1975) es una actriz india que aparece en películas en hindi y telugu. Patel ha recibido varios premios, como el Filmfare y el Zee Cine.  
Hizo su debut en "Bollywood" actuando en la película Kaho Naa... Pyaar Hai (2000), un gran éxito comercial, que le valió el premio Zee Cine al mejor debut femenino. Patel ganó elogios de críticos por su actuación en Gadar: Ek Prem Katha (2001), que se convirtió en uno de los mayores éxitos en la historia del cine indio, que le valió un premio Filmfare Special Performance Award. Posteriormente participó en una serie de películas, la mayoría de las cuales resultaron infructuosas en la taquilla. Sin embargo, su papel en el 2006 en la película Ankahee, recibió el reconocimiento crítico, y lo siguió con un papel secundario en Bhool Bhulaiyaa (2007).  

## Biografía
Patel nació de padre gujarati, Amit Patel, y madre sindhi y punjabi NRI, Asha. Nació en el Hospital Breach Candy de Mumbai, Maharashtra, el 9 de junio de 1975. Es hermana de Ashmit Patel y nieta del abogado y político Barrister Rajni Patel, quien fue presidente del Congreso Nacional Indio de Pradesh en Mumbai. Fue bailarina de Bharatnatyam desde los cinco años. Su nombre de nacimiento es una combinación de las tres primeras letras del nombre de su padre, Amit, y las tres últimas letras del nombre de su madre, Asha.
La carrera de Patel comenzó como analista económica en Khandwala Securities Limited tras graduarse. Posteriormente, recibió una oferta de Morgan Stanley , pero la rechazó. Tras regresar a la India, se unió al grupo de teatro de Satyadev Dubey y actuó en obras, incluyendo una obra en urdu titulada Neelam (1999), escrita por Tanveer Khan, tras obtener el permiso de sus padres, conservadores. Al mismo tiempo, se dedicó al modelaje, apareciendo en varias campañas publicitarias. Patel también ha modelado para reconocidas marcas indias como Bajaj, Fair & Lovely, Cadbury's, Fem, Lux y muchas más.  

## Trayectoria
La primera oportunidad de Patel para actuar llegó en forma de una oferta del compañero de escuela de su padre, Rakesh Roshan, para protagonizar junto a su hijo, Hrithik Roshan, el thriller romántico Kaho Naa... Pyaar Hai (2000). La oferta llegó inmediatamente después de graduarse de la escuela secundaria, pero rechazó el proyecto porque quería continuar su educación en los EE. UU. Después, Kareena Kapoor la reemplazó, pero afortunadamente, Kapoor abandonó los estudios a los pocos días de comenzar la fotografía principal y Patel tuvo la oportunidad una vez más,  y aceptó de inmediato hacer el proyecto esta vez. El papel de Sonia Saxena, una exuberante universitaria enamorada, que atraviesa un momento tortuoso después de perder a su amante y redescubrir una relación más madura, le dio a Patel la posibilidad de actuar. La película fue un gran éxito comercial y consolidó a Patel como una estrella en ascenso, lo que le valió una nominación al Premio Filmfare a la Mejor Debut Femenina.  En su segunda película, el drama en telugu Badri, protagonizó junto a Pawan Kalyan. La película fue un gran éxito, recaudando más de 120 millones de rupias en cuota de distribución en India.
En 2001, apareció en el romance transfronterizo de Anil Sharma, Gadar: Ek Prem Katha, junto a Sunny Deol. Patel firmó mucho antes de saltar a la fama con Kaho Naa... Pyaar Hai y estuvo entre las 22 chicas que fueron a la prueba de pantalla de 500 chicas que acudieron a audicionar para la película. Patel había pasado por una audición de 12 horas antes de conseguir el papel. La película se convirtió en la película más taquillera del año, así como en el mayor éxito del siglo XXI, recaudando 973 millones de rupias en India.  Ambientada durante la guerra indo-pakistaní de 1947 , presentó a Patel como Sakeena, una chica musulmana que encuentra refugio en la casa de Deol durante los disturbios y, posteriormente, se enamora de él. Su actuación fue elogiada y le valió el Premio Filmfare a la Actuación Especial , además de su primera nominación al Premio Filmfare a la Mejor Actriz . Taran Adarsh, de IndiaFM, concluyó: «A pesar de tener una sola película, Patel merece la máxima puntuación por su manejo elegante del complejo papel. Se adapta al personaje que interpreta e impresiona con una interpretación natural».  La película fue percibida como excesivamente antipakistaní.
Entre 2003 y 2006, la carrera actoral de Patel sufrió un bajón. Tras el éxito de Humraaz , le siguieron una serie de películas sin éxito, que continuaron hasta 2006. En 2003, sus únicos estrenos fueron la película en tamil Pudhiya Geethai y la película en hindi Parwana de Deepak Bahry. Pudhiya Geethai fue la primera y única película en tamil que protagonizó. Le siguieron sus estrenos en 2004: la comedia de Vimal Kumar, Suno Sasurjee, cuya producción se retrasó desde el año 2000, y su segunda película en telugu, Naani.  Ese mismo año, también apareció en los videos musicales de "O Meri Jaan" y "Hai Kasam Tu Na Ja" de Adnan Sami.  
El quinto lanzamiento de Patel en 2006, Ankahee, le valió elogios de la crítica, a pesar de emerger como un fracaso comercial en taquilla.  La película se centró en una relación extramatrimonial con Patel interpretando a una ama de casa cuyo esposo la engaña con una modelo. Para comprender la mentalidad de una esposa agraviada, Patel habló con su propia abuela, quien había pasado por una situación similar. Diganta Guha de Hindustan Times señaló "...es la actuación de Patel la que permanece en tu mente. Ella es la dignidad personificada en la película, interpretando a una mujer traicionada en el matrimonio, haciendo todo lo posible para salvarlo y al final eligiendo su propio camino". Más tarde ese año, apareció junto a Akshaye Khanna y Priyanka Chopra en la comedia romántica Aap Ki Khatir de Dharmesh Darshan.  
Las perspectivas de carrera de Patel mejoraron en 2007. Su primer estreno ese año fue la comedia dramática de conjunto Honeymoon Travels Pvt. Ltd. La película de bajo presupuesto logró un éxito moderado en taquilla. Patel interpretó el papel de la esposa habladora de Karan Khanna que intenta superar las inclinaciones homosexuales de su esposo. Su ritmo cómico en la película fue bien recibido. Más tarde en 2007, coprotagonizó junto a Akshay Kumar, Vidya Balan y Shiney Ahuja la comedia de terror de Priyadarshan Bhool Bhulaiyaa como una niña adoptada rechazada que es acusada de intentar interrumpir el matrimonio de su amor de la infancia.  
Tras el estreno de Thoda Pyaar Thoda Magic, Patel firmó un contrato para dos comedias: Run Bhola Run y Chatur Singh Two Star. Sin embargo, ambas películas sufrieron retrasos a pesar de su finalización en 2009. Su siguiente intento fue regresar al firmar un contrato con Power, de Rajkumar Santoshi. Patel iba a actuar junto a un reparto que también incluía a Amitabh Bachchan, Sanjay Dutt, Anil Kapoor, Ajay Devgn y Kangana Ranaut, pero la película se canceló tras ocho días de rodaje. A pesar de sus repetidos intentos por conseguir un papel protagónico, Patel abandonó varios proyectos por diversas razones.  
Tras un año sabático de dos años y medio, regresó a la industria cinematográfica telugu con un breve papel en Parama Veera Chakra (2011), junto a Nandamuri Balakrishna; la película fue un fracaso. Ese mismo año, Chatur Singh Two Star, largamente retrasada, se estrenó tras tres años y se convirtió en un desastre de crítica y público. Run Bhola Run permanece inédita tras el cierre de la productora Shree Ashtavinayak Cine Vision , a pesar de que el tráiler y los pósteres se presentaron a finales de 2010.
El 23 de abril de 2011, Patel organizó un evento para lanzar su compañía de producción, Ameesha Patel Productions, en colaboración con su amiga y socia comercial Kuunal Goomer. Su primera producción casera, Desi Magic, se lanzó en un evento el 2 de abril de 2013.
En 2013, Patel regresó al cine hindi con una aparición especial en Race 2 , de Abbas-Mustan , donde sustituyó a Sameera Reddy como la asistente despreocupada de Anil Kapoor. Aunque la película recibió duras críticas, se convirtió en un éxito de taquilla. A continuación, protagonizó junto a Neil Nitin Mukesh Shortcut Romeo, una nueva versión en hindi del éxito tamil de 2006 Thiruttu Payale. La película recibió críticas mixtas en su estreno y tuvo un bajo rendimiento en taquilla.
El tráiler de Desi Magic se lanzó el 18 de diciembre de 2014.
En 2018, interpretó a una estrella de cine en la comedia de acción grupal Bhaiaji Superhit junto a Sunny Deol y Preity Zinta, una producción en desarrollo desde 2012. La película fue mal recibida por los críticos.
El 19 de enero de 2019, se anunció que su primera producción casera, Desi Magic, se había completado después de seis años de producción. Sin embargo, sigue sin estrenarse debido a una batalla legal.
Ese mismo año, entró al reality show Bigg Boss 13 con un giro inesperado. Durante la primera semana, fue vista como la maalkin de la casa, encargando tareas interesantes a los compañeros. 
En 2023, Patel volvió a actuar después de cinco años al retomar su papel de Sakeena en Gadar 2, 22 años después del estreno de su predecesora. A pesar de la respuesta crítica mixta, la película fue declarada un éxito de taquilla de todos los tiempos. "Ameesha Patel no tiene mucho que hacer y es competente en sus escenas emotivas", señaló Devesh Sharma de Filmfare. Continuó con una aparición especial en Mystery of the Tattoo.
En 2024, Patel apareció en el thriller romántico Tauba Tera Jalwa , una producción retrasada desde 2020.

## Filmografía
| Año  | Película                    | Personaje                | Notas                             |
| ---- | --------------------------- | ------------------------ | --------------------------------- |
| 2000 | Kaho Naa... Pyaar Hai       | Sonia Saxena             | Debut en la actuación             |
| 2001 | Gadar: Ek Prem Katha        | Sakeena                  | Premio a mejor Actriz             |
| 2002 | Kranti                      | Sanjana Roy              |                                   |
| 2002 | Kya Yehi Pyaar Hai          | Sandhya Patil            |                                   |
| 2002 | Aap Mujhe Achche Lagne Lage | Sapna                    | Mejor pareja con Hrithik Roshan   |
| 2002 | Humraaz                     | Priya                    | Protagonista                      |
| 2002 | Yeh Hai Jalwa               | Sonia Singh              | Protagonista                      |
| 2003 | Parwana                     | Pooja                    |                                   |
| 2005 | Vaada                       | Pooja Sharma / Varma     |                                   |
| 2005 | Elaan                       | Priya                    |                                   |
| 2005 | Zameer: The Fire Within     | Pooja Khanna / Chauhan   | Coprotagonista                    |
| 2006 | Mere Jeevan Saathi          | Anjali                   | Coprotagonista                    |
| 2006 | Humko Tumse Pyaar Hai       | Durga                    | Protagonista                      |
| 2006 | Ankahee                     | Nandita Saxena           |                                   |
| 2006 | Aap Ki Khatir               | Shirani Khanna           |                                   |
| 2007 | Heyy Babyy                  | Ella                     | Aparición especial en una canción |
| 2007 | Bhool Bhulaiyaa             | Radha                    | Coprotagonista                    |
| 2007 | Om Shanti Om                | Ella                     | Aparición especial                |
| 2008 | Thoda Pyaar Thoda Magic     | Malaika                  | Papel secundario                  |
| 2013 | Race 2                      | Cherry                   | Papel secundario                  |
| 2013 | Shortcut Romeo              | Monica                   | Coprotagonista                    |
| 2017 | Desi Magic                  | Sonia Saxena / Mahi Deol | Productora y protagonista         |